# Shin Takarajima (singolo)
Shin Takarajima (新宝島 ? lett. "Nuova isola del tesoro") è un singolo del gruppo musicale giapponese Sakanaction, pubblicato il 30 settembre 2015 da Victor. Il brano segnò il ritorno in attività della band dopo un anno di pausa, per via della gravidanza della bassista Ami Kusakari e venne usato come parte della colonna sonora della trasposizione live-action del manga Bakuman. Soltanto nel 2019 venne inserito nel settimo album in studio 834.194, pubblicato il 19 giugno.
Il frontman Ichiro Yamaguchi ne scrisse il testo e la musica, discostandosi dallo stile delle precedenti opere tramite l'inserimento di elementi tipici di generi quali il pop, il rock e l'alternative dance. Il titolo riprende quello del manga di Osamu Tezuka La nuova isola del tesoro, in cui si era imbattuto Yamaguchi mentre era in cerca d'ispirazione per la composizione del pezzo.
Inizialmente, sulla copertina del CD sia dell'edizione normale che di quella limitata era presente il solo logo del singolo, mentre su quella della versione deluxe v'era una rappresentazione del personaggio di Bakuman Miho Azuki, disegnata dallo stesso Takeshi Obata. La canzone ebbe un grande successo di pubblico, arrivando al numero uno della Billboard Japan Hot 100 e al nono posto della Oricon Singles Chart, e venne acclamato dalla critica: alcuni recensori lodarono la sonorità e il ritmo e definirono gli elementi melodici come "una nuova direzione per la band", sebbene altri dissero al contrario che fossero un ritorno alle radici.
Yūsuke Tanaka diresse il videoclip ufficiale, ideato come una parodia del programma di varietà e musicale dell'era Shōwa Dorifu Daibakushō; venne candidato agli MTV Video Music Awards Japan nel 2015 nella categoria Best Traditional Japanese Group Video. Hitoshi Ōne, il regista del film di Bakuman, realizzò un altro video musicale per la versione karaoke del singolo, con l'intento di omaggiare i video karaoke degli anni ottanta e novanta: esso fu anche una parodia dello stesso lungometraggio, con la storia d'amore tra un mangaka (interpretato da Yamaguchi) e una ragazza.
I Sakanaction suonarono per la prima volta dal vivo Shin Takarajima durante il SAKANAQUARIUM NF Records Launch Tour 2015-2016, cui seguirono altre esecuzioni a programmi musicali come COUNT DOWN TV e Music Station e al COUNTDOWN JAPAN.

## Produzione

### Antefatti
Shin Takarajima nacque in seno alla realizzazione del film live action tratto da Bakuman. In un'intervista condotta dal periodico 『MEKURU』 nel 2015, il produttore Genki Kawamura spiegò la motivazione dietro il coinvolgimento dei Sakanaction nel progetto:
Il regista Hitoshi Ōne raccontò ad Akiko Nakano del sito Natalie che lo staff di produzione gli aveva chiesto come mai avesse preso in considerazione proprio i Sakanaction come autori della canzone d'apertura e della colonna sonora. E lui rispose:
Ōne vide una loro esibizione al festival rock TAICOCLUB e rivelò che quella fu un'esperienza che lo scioccò e che gli diede l'idea di contattarli: «Il pubblico era così preso dalla loro musica. Se li scegliessi per eseguire la musica per Bakuman, potrebbe trasformarsi in qualcosa di interessante». La band a seguito di ciò venne invitata a collaborare con lo staff di produzione e, dopo aver stretto una partnership, venne incaricata di scrivere la sigla del film, ancor prima che il casting fosse deciso.

### Sviluppo

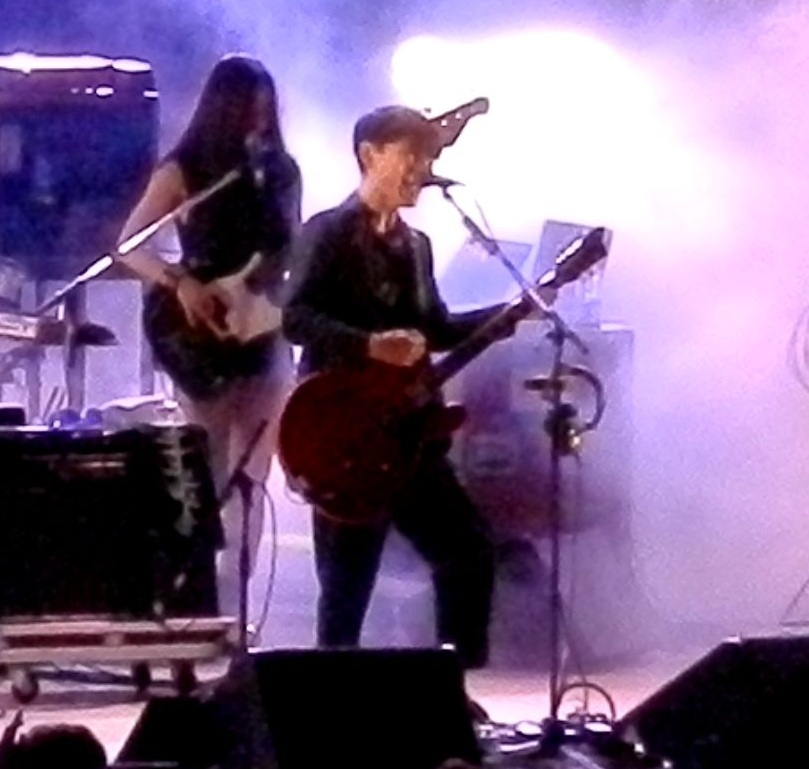
Ichiro Yamaguchi (dal vivo nel luglio 2013), autore del brano

#### Le difficoltà compositive
Il processo di composizione di Shin Takarajima nell'aprile 2014 era già cominciato, così come quello di stesura del testo, avviato ancor prima della pubblicazione dell'antologia Natsukashii Tsuki wa Atarashii Tsuki: Coupling & Remix Works, avvenuta il 2 agosto 2015. A luglio di quell'anno Yamaguchi aveva detto che scrivere i versi era «la battaglia più dura che [avesse] mai attraversato» e complessivamente per finire il pezzo ci impiegò circa un anno e due mesi. Inizialmente era stata indicato come periodo di scadenza maggio 2014, con la versione karaoke prevista per quello stesso autunno; nel frattempo però ci furono la gravidanza della bassista Ami Kusakari e la perdita di ispirazione del tastierista Kiemi Okaza, circostanze combinate che provocarono un ritardo sulla realizzazione della colonna sonora, della canzone e del lungometraggio stesso.
Yamaguchi riuscì a superare queste difficoltà guardando alla dedizione di Ōne su Bakuman: «Ho cominciato a sentire che non potevo rallentare il mio lavoro. Volevo creare qualcosa che lo soddisfacesse». Dopo aver ricevuto da lui la sceneggiatura, raccontò di sentirsi come se fosse stato incoraggiato dal regista, spinto a creare una canzone brillante: il rapporto con lui influenzò il modo in cui si era approcciato alla composizione. A Naohiro Yoshikawa di Talking Rock! però non sottolineò questo, ma rivelò quanto il pensiero per il potenziale pubblico lo avesse guidato nella lavorazione di Shin Takarajima:

#### Il testo

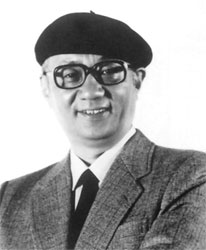
Osamu Tezuka (qui nel 1959), autore de La nuova isola del tesoro

Il testo di Shin Takarajima si ispira direttamente al soggetto di Bakuman ed incarna la storia di un giovane uomo e una donna che cercano di diventare mangaka, incentrandosi sul concetto di «tracciare una linea». I versi mettono in risalto «il sudore e le lacrime che derivano dall'atto creativo», un sentimento condiviso tra fumettisti e musicisti. Ōne volle però che il brano fosse una «canzone da laurea che non sia invadente», affinché concordasse con una certa sequenza nei titoli di coda del film, in cui i due protagonisti rinunciano alla cerimonia della loro laurea, per andare in un'aula e parlare.
Durante la fase di composizione, Yamaguchi aveva letto dei manga che di solito non avrebbe mai preso in considerazione allo scopo di condurre ricerche e spiegò:
Fu proprio dall'opera di Tezuka La nuova isola del tesoro del 1947 che mutuò il titolo per il pezzo, che andò a sostituire il precedente Touch, ispirato invece da una sequenza di Bakuman in cui i due protagonisti scrivono "touch" sulle mani e si danno il cinque : questa titolazione aveva causato un conflitto tra Weekly Shōnen Jump, dove veniva pubblicato Bakuman, e Weekly Shōnen Sunday, che al contrario serializzava Touch di Mitsuru Adachi, e quindi la produzione aveva spinto per cambiarla.
Dei versi vennero inseriti per ricollegarsi alla festa di lancio dei Sakanaction di settembre 2015: ad esempio «Kono mama-kun o tsureteiku yo» (このまま君を連れて行くよ?, lett. "Ti porterò con me, proprio come sei adesso") sarebbe da leggersi «Kono mama “NF” ni tsureteiku yo» (このまま『NF』に連れて行くよ?, lett. "Ti porterò a "NF", proprio come è adesso"). NF fu lanciato per volere di Yamaguchi con l'intento di creare uno spazio per i fan del gruppo e per fare della musica che incarnasse i loro sentimenti positivi. L'idea dietro Shin Takarajima andò dietro a questo concetto e dopo l'evento il frontman fu presumibilmente in grado di finire il testo. r Esso fu al centro del secondo evento di NF, NF#02, tenutosi due mesi dopo e intitolato SEN.

### Distribuzione

Logo della NF Records, creata per la pubblicazione di Shin Takarajima

Il gruppo tenne l'11 settembre 2015 la sua periodica festa presso il LIQUIDROOM del quartiere Ebisu di Shibuya「NIGHT FISHING」, dove annunciò un cambio del proprio look, la creazione di una personale etichetta discografica, la NF Records, che avrebbe operato sotto Victor Entertainment, la pubblicazione imminente del loro undicesimo singolo e di un album: Shin Takarajima venne edito proprio diciannove giorni. La canzone uscì in tre edizioni diverse: normale (CD), limitata iniziale (CD e DVD) e limitata da collezione (2 CD e DVD, Bakuman Box); le ultime due avevano un disco bonus intitolato 「MOTION MUSIC OF BAKUMAN。」, contenente tutta la colonna sonora del film senza suddivisione in tracce. Il 28 marzo 2018 la canzone fu inserita nell'antologia Sakanazukan (魚図鑑?), la seconda uscita per la NF.

## Tracce
Testi e musiche di Ichiro Yamaguchi, tranne dove indicato. Arrangiamenti dei Sakanaction e Ken Tomita, eccetto quelli di Kikitakatta Dance Music, Liquid Room ni (「聴きたかったダンスミュージック、リキッドルームに」?), dei soli Sakanaction, e di Innā Wārudo (AOKI takamasa Remix) (インナーワールド (AOKI takamasa Remix)?), dei Sakanaction e di Aoki Takamasa.

### Edizioni
1CD (VIZL-885)
1. Shin Takara Jima (新宝島?) – 5:06
2. Kikitakatta Dance Music, Liquid Room ni (「聴きたかったダンスミュージック、リキッドルームに」?) – 4:00
3. Innā Wārudo (AOKI takamasa Remix) (インナーワールド (AOKI takamasa Remix)?) – 5:16
4. Shin Takara Jima (Instrumental) (新宝島 (Instrumental)?) – 5:02

Durata totale: 19:24
2CD + DVD (VIZL-885/VIBY-984)
1. Shin Takara Jima (新宝島?) – 5:06
2. Kikitakatta Dance Music, Liquid Room ni (「聴きたかったダンスミュージック、リキッドルームに」?) – 4:00
3. Innā Wārudo (AOKI takamasa Remix) (インナーワールド (AOKI takamasa Remix)?) – 5:16
4. Shin Takara Jima (Instrumental) (新宝島 (Instrumental)?) – 5:02

Durata totale: 19:24
1. 「MOTION MUSIC OF BAKUMAN。」 (新宝島?) – 34:54 (Sakanaction)

Durata totale: 34:54
1. Shin Takara Jima (Karaoke Eizō) (新宝島 (カラオケ映像)?) – 5:06
2. Shin Takara Jima (Karaokemeikingu Eizō) (新宝島 (カラオケメイキング映像)?) – 23:00
3. `Bakuman.' Eiga ongaku seisaku o furikaeru Ejima Keiichi, iwadera motoharu, Okazaki Emi ni yoru karaoke& tōku (karaokebokkusutōkusesshon) (「バクマン。」映画音楽制作を振り返る 江島啓一、岩寺基晴、岡崎英美によるカラオケ&トーク (カラオケボックストークセッション)?) – 39:17
4. Shin Takara Jima (Karaoke Eizō) (Uta-iri Bājon) [Tokuten Eizō] (新宝島 (カラオケ映像) (歌入りバージョン) 【特典映像】?) – 5:02

Durata totale: 72:25
EP digitale
1. Shin Takara Jima (新宝島?) – 5:06
2. Kikitakatta Dance Music, Liquid Room ni (「聴きたかったダンスミュージック、リキッドルームに」?) – 4:00
3. Innā Wārudo (AOKI takamasa Remix) (インナーワールド (AOKI takamasa Remix)?) – 5:16
4. Shin Takara Jima (Instrumental) (新宝島 (Instrumental)?) – 5:02

Durata totale: 19:24

## Formazione
- Ichiro Yamaguchi - chitarra elettrica, voce, coro, remixer[12]
- Motoharu Iwadera - chitarra, basso elettrico (in Kikitakatta Dance Music, Liquid Room ni (「聴きたかったダンスミュージック、リキッドルームに」?)[30]), coro[12]
- Ami Kusakari - basso elettrico (tranne in Kikitakatta Dance Music, Liquid Room ni (「聴きたかったダンスミュージック、リキッドルームに」?)[30]), coro[12]
- Emi Okazaki - tastiere, coro[12]
- Keiichi Ejima - batteria, coro[12]

## Classifiche
| Classifica (2015)                 | Posizione massima |
| --------------------------------- | ----------------- |
| Billboard Billboard Japan Hot 100 | 1                 |
| Oricon (giornaliero)              | 5                 |
| Oricon (settimanale)              | 9                 |

### Vendite
| Classifica             | Quantitativo |
| ---------------------- | ------------ |
| Oricon (copie fisiche) | 35,000       |